# 朱迪亚·珀尔
朱迪亚·珀尔（英語：Judea Pearl，1936年9月4日—）是一名以色列裔美國計算機科學家和哲學家，以倡導人工智慧的機率論方法和發展貝氏網路而知名。他還因開發基於結構模型的因果關係和反事實推理理論而受到讚譽（見關於因果關係的文章）。2011年，美國計算機協會授予珀爾圖靈獎，以表彰其「通過開發機率和因果推理的微積分對人工智慧做出的基本貢獻」。著有《因果關係：模型、推理和推論》和《因果革命》。
朱迪亞·珀爾是記者丹尼爾·珀爾的父親。2002年，因為丹尼爾是美國人及猶太人，他在巴基斯坦被與蓋達組織和國際伊斯蘭陣線涉嫌的恐怖分子綁架並殺害。